# ماري عكاوي
ماري عكاوي كانت مطربة فلسطينية شهيرة، ذاع صيتها في أربعينات القرن الماضي وكانت لها فقرة غنائية في إذاعة «هنا القدس» بجانب زميلتها المطربة الشعبية رجاء الفلسطينية والمطرب روحي الخماش وفهد النجار.
لحن لها الموسيقار المعروف في ذلك الوقت محمد عبد الكريم أثناء زيارته للقدس عام 1936م أغنية «يا جارتي ليلى» والتي كان لها صدى كبير حيث غنتها بعدها بسنوات المطربة المصرية فايزة أحمد. كما لحن لها صبحي سعيد مونولوج «أين الحبيب» من شعر د. ممدوح حقي و«يا طيرة» من كلمات سلامة الأغواني.

## حياتها
حظيت بشهرة واسعة، حيث عرفت في إذاعة القدس في فترة الأربعينات، وذاع صيتها في الفن الطربي، مما دفع الإذاعة المصرية عام 1939 لاستضافتها هي وبعض زملائها لمدة شهر كامل، وقد نشرت مجلة (الراديو المصري) التي كانت تصدر في القاهرة بتاريخ 1939/3/25 بعنوان: (مطربو الإذاعة، موضوعاً الفلسطينية يذيعون من محطات إذاعة لاسلكية في القاهرة) ومن ضمنهم المطربة ماري عكاوي التي روت قصتها مع الفن والتحاقها بإذاعة القدس: «هويت الغناء منذ صغري فكنت أترنم بالأناشيد وأشترك في إنشادها مع زميلاتي الطالبات بالمدرسة، ثم انتقلت إلى تعلم الأغاني فكنت أحفظها نقلاً عن أسطوانات الآنسة أم كلثوم التي كانت تؤثر في نفسي أكثر من سواها، وقد حدث أن كنت مدعوة إلى إحدى الحفلات العائلية منذ حوالي سنوات، وكنت لا أزال حينذاك طالبة بالمدرسة، ثم دعاني الحاضرون إلى الغناء فغنيت وكان من بين الحاضرين ملحن معروف اسمه الأستاذ يعقوب، ما كاد يسمعني حتى أبدى إعجابه بحسن استعدادي لتعلم الغناء ونصح أن أتعلم أصوله، وتبرع بأن يكون هو معلمي الأول فرضيت، وأخذت عن الأستاذ يعقوب بعض الأغاني، ثم علمت أن الحكومة الفلسطينية تنوي افتتاح محطة للإذاعة اللاسلكية، وأنها بحاجة إلى مطربات ومطربين... فتقدمت إليها، ودعاني الأستاذ يحيى اللبابيدى المدير الفني للإذاعة اللاسلكية الفلسطينية لاختباري، فلما غنيت أمامه اقتنع بأن استعدادي طيب وصوتي جيد، وأنه لا ينقصني إلا بعض التدريب والتعليم، ودعا الأستاذ اللبابيدي الأستاذ صالح الفروجي، المطرب المصري المعروف إلى تعليمي بعض الأغاني، وقمت بإذاعتها عندما افتتحت محطة الإذاعة الفلسطينية».